# Bertram H. Raven
Bertram Herbert Raven (* 26. September 1926 in Youngstown; † 26. Februar 2020) war ein US-amerikanischer Sozialpsychologe. Er war Professor der University of California, Los Angeles, wo er ab 1956 lehrte. Seine bekannteste Arbeit ist die gemeinsam mit John R. P. French entwickelte Machtbasentheorie.

## Leben
In Ohio aufgewachsen, diente Raven Ende des Zweiten Weltkriegs in der Infanterie, bevor er die Ohio State University besuchte. Er schloss 1948 mit dem Bachelor und 1949 mit dem Master in Psychologie ab. Er wechselte an die University of Michigan, wo er 1953 im Fach Sozialpsychologie promovierte. In Michigan arbeitete Raven eng mit John R. P. French und Leon Festinger zusammen.
1956 nahm er seine Tätigkeit an der UCLA im Fachbereich Psychologie auf, von der er emeritiert wurde, aber bis min. 2006 aktiv war. Als einer von nur drei Mitgliedern der Fakultät hatte er großen Einfluss auf die Entwicklung des Fachbereichs in Los Angeles und traf wichtige Entscheidungen. Er diente an der UCLA als Direktor des Survey Research Centers, Direktor des Trainingsprogramms in Gesundheitspsychologie und Vorsitzender der Psychologieabteilung von 1983 bis 1986.
Gastprofessuren führten ihn an die Radboud-Universität Nijmegen in den Niederlanden, die Hebräische Universität Jerusalem, die London School of Economics, die University of Washington und die University of Hawaii. An der University of the West Indies wurde er als externes Prüfungskommissionsmitglied aktiv. Er war Redakteur des Journal of Social Issues, worin sich sein Sinn für soziale Gerechtigkeit ausdrückte. 1962 erhielt Raven ein Guggenheim-Stipendium.
Seine Forschungsinteressen kreisten seit seinen frühen Arbeiten mit John R. P. French um soziale Macht und persönlichen Einfluss. Mit French entwickelte er eine Machtbasentheorie, die heute die meist-zitierte Arbeit zu diesem Thema ist. Die Theorie wurde inzwischen auf ein breiteres Macht-/Interaktionsmodell erweitert. Angewandt wurde sie auf organisatorische Machtbeziehungen, Gesundheitspsychologie, persönliche Beziehungen und Beziehungen im Erziehungsbereich. Historische und politische Analysen wurden mit Hilfe des Modells durchgeführt und erhellen heute verschiedene Konflikte in der Geschichtsbetrachtung. Aus dem Modell wurde ein Repertoire an Macht-Interaktionen ermittelt, das zur Analyse von kultur-vergleichenden Studien dient.

## Bibliographie

### Bücher
- 1983: Social psychology; mit Jeffrey Z. Rubin

### Artikel (Auswahl)
- 2001: School psychologists' perceptions of social power bases in teacher consultation; mit W. P. Erchul und A. G. Ray im Journal of Educational and Psychological Consultation; 12, 1–23.
- 1999: Influence, power, religion, and the mechanisms of social control. im Journal of Social Issues, 55(1), 161–186.
- 1998: Groupthink, Bay of Pigs, and Watergate reconsidered. in Organizational Behavior and Human Decision Processes, 73, 352–361.
- 1992: Interpersonal influence strategies in the Churchill-Roosevelt bases-for-destroyers exchange; mit G. J. Gold im Journal of Social Behavior and Personality; 7, 245–272.